# Morti nel 1209
| Questa pagina contiene informazioni ricavate automaticamente dalle voci biografiche con l'ausilio del template Bio e di un bot. L'aggiornamento è periodico e automatico e ricostruisce completamente la pagina. Se manca una persona in questa lista, sei pregato di non aggiungerla, ma accertati piuttosto che la sua voce biografica contenga il template Bio e che i dati anagrafici siano correttamente compilati. Se il template Bio manca, inseriscilo tu stesso o, in alternativa, metti l'avviso {{tmp\|Bio}} che ne segnala la mancanza. Se i dati riportati sono sbagliati, correggi direttamente la voce biografica; le modifiche saranno visibili in questa lista entro pochi giorni. Per chiarimenti vedi il progetto biografie. La lista contiene solo le 14 persone che sono citate nell'enciclopedia e per le quali è stato implementato correttamente il template Bio. Pagina aggiornata al 10 mar 2025. |

- 10 gennaio - Guglielmo di Bourges, vescovo cattolico e santo francese
- 15 febbraio - Dolce di Foix, contessa
- 7 marzo - Ottone VIII di Baviera, nobile tedesco
- 23 settembre - Philippe de Plaissis, cavaliere medievale francese (n. 1165)
- 7 ottobre - Guglielmo IV di Forcalquier, conte
- 16 ottobre - Ermengol VIII di Urgell, conte (n. 1158)
- 10 novembre - Raimondo Ruggero Trencavel, nobile francese (n. 1185)
- Alfonso II di Provenza, nobile (n. 1180)
- Csépán Győr, nobile ungherese
- Nizami Ganjavi, poeta persiano (n. 1141)
- Guglielmo di Champlitte, cavaliere medievale francese
- Maurizio I di Oldenburg, conte tedesco (n. 1150)
- Pierre Riga, presbitero e poeta francese
- Wenno, tedesco